# 若狭島津氏
若狭島津氏（わかさしまづし）は、若狭国に興った氏族で、薩摩の島津忠久の弟より始まる。堤氏・津々見氏または三方氏ともいう。

## 概要
鎌倉時代に島津忠久（島津氏高祖）の弟・津々見忠季（若狭忠季）より興った。
忠季は若狭守護を務めていたが、子孫は北条氏に所領と守護の座を奪われて衰退する。嫡流は若狭を称していたが、南北朝時代に分裂して北朝方についた系統が南朝側の同族と区別するために所領があった三方郡から三方を称したとされる。
室町時代は若狭守護の一色氏に従い、一色氏が山城守護および侍所所司に任じられると、守護代や所司代として中央において活躍した。若狭地方の地名を冠した津々見、若狭、三方、井崎などの苗字を名乗るが、若狭に残った七代目季村は、島津氏を名乗るに至る。忠望の代に京都に移り、江戸時代初期に漢学者・島津崋山義張を輩出する。崋山の子孫は、阿波徳島藩の庄屋になり、現在に至る。若狭・三方地方では、三方、井崎の苗字で庶流が現在も認められる。

## 室町時代（三方氏）
応永13年（1406年）の小笠原長春の失脚によって三方範忠が若狭守護代に起用された。応永16年（1409年）、若狭国守護一色満範が没すると、相続争いがおきる。三方範忠は、長男の一色義範（のち義貫）を擁した。
永享12年（1440年）5月15日、大和国人の大和越智氏討伐のため出陣していた義貫は、6代将軍足利義教の命を受けた武田信栄に誅殺される。この際、若狭国守護代・三方忠治と三方弾正は、最後まで奮戦したが、討死した（『師郷記』永享12年5月15日記）。引退していた範忠も翌日京都で討たれている。
武田信栄が若狭守護となり、6月29日に若狭国に入部したが、一色義貫誅殺の際、忠治から一太刀を受けており、これが原因で7月23日に死亡したと伝えられている。
また、義貫に仕えた三方一族に、三方修理亮が今富名又代官として記録されている。一色氏が若狭の守護を解任された後は、本拠を京都に移し、侍所の所司であった一色氏の下で所司代をつとめるなど、中央政界で活躍した。

## 島津崋山・彦梁
元文2年（1737年）に京都で誕生。諱は義張、字は琴王。左馬介と称した。崋山は号。
崋山生誕の翌年に母の後藤氏が、さらにその翌年に父の島津義忠（号して衷良）も死去する。このため、父の友人の医師・京極高安夫婦に引きとられて養育された。最初、医術を、後に儒学を修めた。その後、平島公方8代目・平島義宜に招かれて平島に移住し、古津の「栖龍閣」に往み、義宜の子・足利義根の師となり、この地方の好学の士や僧侶を教育した。華山の妻・操も作詩したようで、辞世の句が墓碑に残っている。寛政6年（1794年）7月23日に平島（現・徳島県）で没。享年58。那賀川町大京原中塚墓地に埋葬された。
華山の義妹とその夫・平島公方家臣・高橋言守が2人の男子を残し、ともに死去したため、華山は朝彦梁のみを引き取り、養子とした。彦梁は9代当主・義根に仕え、「栖龍閣詩集」の編纂を助けた。その後、義根は藩主に増禄を求めたが受け入れられず、文化2年（1805年）阿波を去って紀伊に行き、さらに京都へ移った。彦梁も義根に従い京都に移る。